# Pavéza

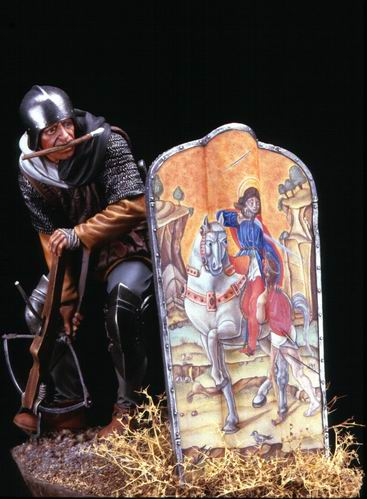
Velká pavéza

Pavéza byl v pozdním středověku dřevěný, zhruba obdélníkový štít s podélnou vypuklinou uprostřed, kam se navlékala paže. Sloužila jako obrana pěšího bojovníka při střeleckém souboji před střelami z luků a kuší, a to spíše při obléhání než v poli.

## Historie
Koncem 14. století vznikla tzv. velká pavéza, která kryla téměř celou postavu, když pěchota převzala původně jízdní pavézu ze 13. století (Mazovsko, Prusko, Litva). Název je odvozen od italského města Pavia, kam je přivezli žoldnéři v křižáckých řadách. Na českém území se objevila v 15. století, používali ji husité i křižáci.
V 16. století s rozšířením palných zbraní ztratila význam a nahradila ji tzv. malá nebo též litevská pavéza.

## Účel
Pěchotní pavézy bývaly též v zbrojnicích měst pro jejich obranné účely, nejen v rukou útočníků: Skladovaly se pro válečné časy pro obranu před obléhateli a vydávaly se domobraně. Jako obranný prvek je používali i útočníci: Sestavovali je do celých „pavisád“.[zdroj⁠?!]
Kromě husitských kalichů bývaly pomalovávány znaky měst, kde byly vyrobeny nebo kterým patřily, případně obrazy svatých, jako sv. Barbory, případně u jízdních sv. Jiří.

## Vybavení
Kromě zdobného pomalování byly pavézy pobity kůžemi nebo plechem. Z vnitřní strany měly madla pro obouruční držení a přenášení.
Pro stabilizaci a aby samy stály, mívaly na spodu hroty pro zapíchnutí do země, případně opěrné nohy od vrcholu pavézy.
Pro střelbu z kuší, a později z píšťal a hákovnic, mohly mít i průzor. Obdobné výřezy mívaly i původní jízdní pavézy: Pro přidržování kopí silou i druhé ruky.

## V kultuře
- Štít tvaru husitské pavézy tvořil státní znak Československé socialistické republiky.
- Pavéza bylo v českém překladu přízvisko literární postavy Thorina Pavézy v knize Hobit od J. R. R. Tolkiena (v originále Oakenshield – dubový štít).
- Od pavézy je pravděpodobně odvozen český (a rakouský a bavorský) název pavézek.